# POŠK Split
El POŠK Split es un club croata de waterpolo en la ciudad de Split.

## Palmarés[1]
- 1 vez campeón de la liga de Croacia de waterpolo masculino (1998)
- 1 vez campeón de la copa de Croacia de waterpolo masculino (2000)
- 1 vez campeón de la Copa de Europa de waterpolo masculino (1999)
- 1 vez campeón de la Supercopa de Europa de waterpolo masculino (1984)
- 2 veces campeón de la recopa de Europa de waterpolo masculino (1982 y 1984)

- 3 veces campeón de la liga de Croacia de waterpolo femenino